# 環中東路 (台中市)
環中東路（計畫名為台中生活圈四號道路），臺灣臺中市南北向的重要城際道路之一，為台74線的興建計畫中一部分。全線與環中路環繞臺中市區，西北於潭子區和環中路（台中生活圈二號道路）以台3線作分隔相接，道路為快官霧峰線（台74線）下方的平面道路，南抵國道三號霧峰交流道與連接環河路一段。共分為八段（環中東路七段橫跨大里溪橋與八段全線尚未興建）。

## 簡史
1997年4月，交通部為加速建設台中都會區東側環狀快速公路系統，遂將台中生活圈五號道路納入國道系統，變更為國道四號臺中環線豐原霧峰段。後因地方要求闢建台中生活圈4號道路，交通部考量該路北段與國道4號豐原霧峰段大坑以南路廊平行，故將兩計畫進行整合研究，建議國道四號豐原霧峰段先興建豐原大坑段，而大坑以南則先由台中生活圈4號線北段取代，並提昇為該生活圈道路之部份路段為高架快速道路，且增建往南經由大里連絡道延伸至國道3號霧峰交流道，兩路段以大坑聯絡道銜接。
2003年8月，行政院將此計畫納入擴大公共建設投資計畫內辦理，由交通部國工局負責興建與規劃。生活圈四號道路之高架路段，與大里連絡道和銜接台中生活圈二號道路的連絡道等工程，目前已全面發包施工，於2012年8月完工。
2011年7月28日，太平區中山路至東區振興路2.4公里路段的生活圈四號道路段之平面道路通車。12月2日松竹路至太平區中山路6.1公里路段的生活圈四號道路段之平面道路通車。12月31日北屯區松竹路至霧峰交流道高架路段通車。
2012年11月，台中市政府公告將平面道路命名為「環中東路」，共分為八段（原軍福路改為環中東路二段）。
2012年11月30日，潭子區復興路至北屯區松竹路3.5公里路段、大里區新仁路至國光路2公里路段及大里區大衛路至中投公路2.3公里路段的生活圈四號道路段之平面道路通車。
2013年2月8日，大里區國光路至大衛路470公尺路段的生活圈四號道路段之平面道路通車，「生活圈2號線東段、4號線北段與平面延伸及大里聯絡道工程」全路幅平面道路銜接完成。5月15日，潭子交流道西向下匝道通車，生活圈四號道路之交流道全數通車。
2017年3月31日，位於潭子區的環中路-環中東路（原被平面鐵軌隔開未連接）打通開放通車。
2024年5月15日，由於台中市警政署近年來大力整治超速違規，位於環中東路六段設立限速40公里速限，並於人行道及住宅區不定時設立移動式測速照相，交通違規新制上路後許多居民在此因超速而被拍照舉發，網友稱此為［扣牌東路］、［74下扣牌大道］。

## 行經行政區域
（依北向南排為主）
- 潭子區
- 北屯區
- 太平區
- 東區
- 大里區
- 霧峰區

## 分段
- 一段：西起潭子區台鐵台中線鐵路高架與環中路相接；南過北屯區松竹路接二段。
- 二段：北過北屯區松竹路接一段；南過太原路接三段。
- 三段：北過太原路接二段；南過太平區中山路接四段。
- 四段：北過太平區中山路接三段；南過東區振興路接五段。
- 五段：北過東區振興路接四段；南過大里區新仁路接六段。
- 六段：北過大里區新仁路接五段；南過大里區國光路接七段。
- 七段：北過大里區國光路接六段；南過大里區草溪西路接八段，但大衛路至草堤路橫跨大里溪的橋尚未通車，目前南過大衛路接環河路一段。
- 八段：北過大里區草溪西路接七段；南抵霧峰交流道。（平面道路尚未通車）

## 車道配置
- 潭子區中山路－太平區育賢路
  - 雙向四車道（交流道處有設置慢車道）
  - 設置中央綠化安全島及快慢車道綠化分隔島

- 太平區育賢路－太平區中山路
  - 雙向六車道
  - 設置中央綠化安全島

- 太平區中山路－東平路
  - 雙向四車道（交流道處有設置慢車道）
  - 設置中央綠化安全島及快慢車道綠化分隔島

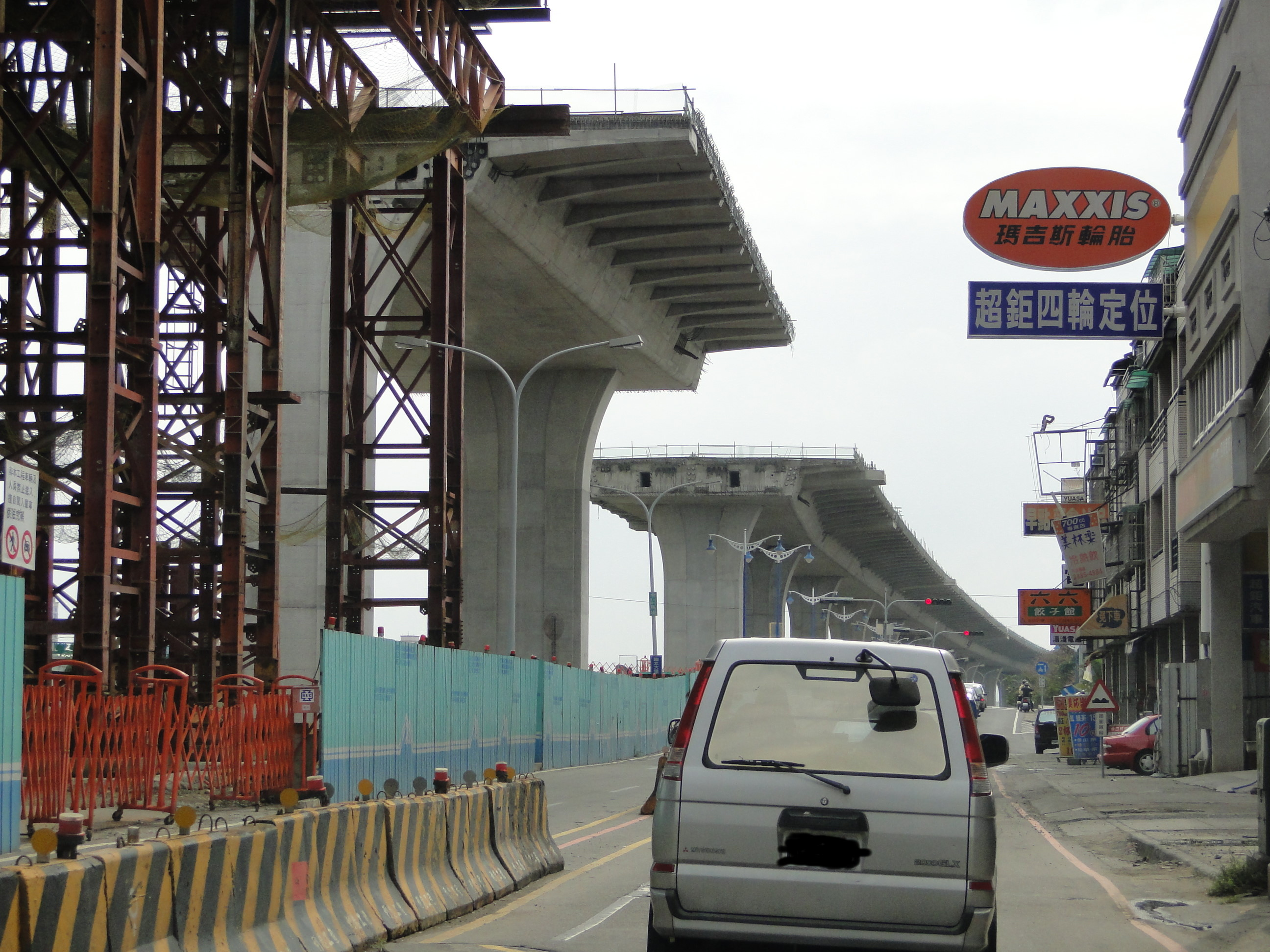
左側高架橋為興建中之台中生活圈四號道路大里中投段，中央平面道路原為大里區元堤路，現整併為六段

- 東平路─旱溪西路：雙向四車道（中央無安全島）

- 旱溪西路－國光路
  - 雙向四車道（交流道處有設置慢車道）
  - 設置中央綠化安全島及快慢車道綠化分隔島

- 國光路－國道3號211 霧峰
  - 雙向四車道（交流道處有設置慢車道）

## 沿線設施
由北向南排列
一段（潭子區／北屯區）
潭子區
台鐵台中線（西接環中路一段）
大新路79巷（南連敦富路，進入北屯機廠區段徵收區域）
- 臺中市私立華盛頓雙語小學
- 臺中市私立常春藤高級中學

（以地下車道通過慈濟醫院台中分院院區）
北屯區
- 大坑風景區

松竹路一段
二段（北屯區）
- 臺中市政府衛生局北屯區衛生所

東山路一段
- 臺中市第十期市地重劃區
- 臺中市北屯區軍功國民小學
- 臺中市政府環保局寶之林園區
- 臺中市北屯區廍子國民小學

太原路三段（往弘光科技大學附設老人醫院）
（太原交流道下匝道車道禁止左右轉）
三段（北屯區／太平區）
北屯區
- 廍子區段徵收地區

太平區（大坑溪舊河道）
- 臺中市太平區新光國民小學
- 臺中市太平區新高國民小學
- 臺中市政府警察局太平分局新平派出所

中山路三、四段
四段（太平區／東區）
太平區／東區（區界）
- 十甲地區（新光黃昏市場）

東平路（東平橋）
- 大坑溪

振興路、太平路（太平橋）
五段（東區／大里區）
東區
旱溪東路
- 六順橋（包含於五段）

旱溪西路
舊旱溪河道
大里區
頭汴坑溪
- 大里溪（沿河而建）

新仁路（內新橋）
六段（大里區）
- 臺中市大里區內新國民小學

德芳南路（立元一橋）
- 臺中市大里區大元國民小學

國光路、中興路一段（大里橋）
七段（大里區）
環河路一段（大衛橋）
中山路
草溪西路
以下平面道路尚未通車
八段（霧峰區）
草湖溪
- 臺中市立霧峰國民中學

四德路
柳豐路
- 國道3號211 霧峰